# 申傑里夫卡 (切爾尼夫齊區)
48°34′27″N 28°1′7″E / 48.57417°N 28.01861°E
申德里夫卡（烏克蘭語：Шендерівка）是位於烏克蘭西南部的村莊，由文尼察州裡莫希利夫-波季利斯基区的切爾尼夫齊市鎮負責管轄。該村始建於1445年，面積2.41平方公里，海拔高度176米，2001年人口473，人口密度每平方公里196.51人。